# Leukoplakia
Leukoplakia (rogowacenie białe, łac. leukoplakia) – zmiana przedrakowa w obrębie błony śluzowej najczęściej jamy ustnej charakteryzująca się obecnością białych plam lub smug na powierzchni błony śluzowej. Ścisła definicja WHO określa leukoplakię następująco: określenie kliniczne do opisu białych plam o niejasnym ryzyku, wtedy gdy inne specyficzne choroby, jednostki i zmiany przednowotworowe zostały wykluczone.

## Przyczyny
Etiologia leukoplakii jest wieloczynnikowa, miejscowa. Wiąże się przede wszystkim z używaniem tytoniu (palenie i żucie). Innym są: żucie betelu, przewlekła kandydoza jamy ustnej, dieta uboga w świeże owoce i warzywa, spożycie alkoholu etylowego, a także słaba higiena jamy ustnej. Zaobserwowano niewielki związek części przypadków z zakażeniem ludzkim wirusem brodawczaka (HPV).

## Obraz mikroskopowy
Zmiany są wynikiem rogowacenia nierogowaciejącego nabłonka jamy ustnej lub nadmiernego rogowacenia skeratynizowanej (hyperkeratoza) błony śluzowej jamy ustnej oraz zgrubienia jego warstwy kolczystej.

## Obraz kliniczny
Makroskopowo obserwuje się białawe, gładkie lub szorstkie, matowe, dobrze odgraniczone zgrubienie na błonie śluzowej czerwieni wargi dolnej, policzka lub podniebienia. Podział kliniczny jest na zmiany homogenne (jednorodne, zwykle mikroskopowo bez obserwowanej dysplazji nabłonka) oraz niehomogenne (niejednorodne, zwykle dysplazja jest obserwowana).  
Zmiany mogą być pojedyncze lub wieloogniskowe, a nawet rozlane. Najczęściej występują u starszych mężczyzn w piątej-siódmej dekadzie życia. 3-6% zmian transformuje w raka płaskonabłonkowego. Zmiany o podobnym charakterze dotyczyć mogą niekiedy  narządów płciowych – skóry prącia, sromu i szyjki macicy.

## Diagnostyka różnicowa
Celem uznania zmiany za leukoplakię należy wykluczyć inne kliniczne podobne jednostki, są to m.in.: kandydoza, oparzenie chemiczne (np. przez ssanie aspiryny), leukodema, liszaj płaski, zmiany lichenoidalne, toczeń rumieniowaty, przygryzanie śluzówki (morsicatio buccarum), łuszczyca, białe znamię gąbczaste, keratozy (np. zmiany urazowe przewlekłe), język geograficzny, leukoplakia włochata. Leukoplakię należy różnicować z dwoma podobnymi stanami:
- leukoplakią włochatą (ang. hairy leukoplakia) – występuje najczęściej u mężczyzn zakażonych wirusem HIV, w szczególności palących papierosy[5]. Zmiany mają włochatą lub pomarszczoną powierzchnię i związane są z zakażeniem wirusem Epsteina-Barr (EBV). Nie ma ryzyka transformacji nowotworowej;
- leukoplakią brodawkowatą (leukoplakia verrucosa) – pomarszczone zmiany, często nawracające i przechodzące w raka płaskonabłonkowego.